# Annonciation
Pour les articles homonymes, voir Annonciation (homonymie).
L’Annonciation est un épisode relaté dans le Nouveau Testament et une fête chrétienne relative à la maternité divine annoncée à la Vierge Marie par l'archange Gabriel.

## L'Annonciation dans les textes sacrés

### «Annonciations» dans la Bible
Avant d'être faite à Marie, l'Annonciation d'une grossesse miraculeuse est faite dans l'Ancien Testament à Sarah, épouse d'Abraham (Genèse 18, 9-15) ainsi qu'à la femme de Manoah, qui enfantera Samson (Juges 13, 2-7.24-25a). Dans le Nouveau Testament, un ange annonce à Zacharie que son épouse Élisabeth, une parente de Marie, est enceinte de Jean le Baptiste malgré son âge avancé (Luc 1, 5-25).

### Annonciation à Marie
L'annonciation à Marie est relatée dans l'évangile selon Luc chapitre 1, 26-38.

« Le sixième mois, l'ange Gabriel fut envoyé par Dieu dans une ville de Galilée, appelée Nazareth, à une jeune fille vierge, accordée en mariage à un homme de la maison de David, appelé Joseph ; et le nom de la jeune fille était Marie. L'ange entra chez elle et dit : « Je te salue, Comblée-de-grâce, le Seigneur est avec toi. » À cette parole, elle fut toute bouleversée, et elle se demandait ce que pouvait signifier cette salutation. L'ange lui dit alors : « Sois sans crainte, Marie, car tu as trouvé grâce auprès de Dieu. Voici que tu vas concevoir et enfanter un fils ; tu lui donneras le nom de Jésus. Il sera grand, il sera appelé Fils du Très-Haut ; le Seigneur Dieu lui donnera le trône de David son père ; il régnera pour toujours sur la maison de Jacob, et son règne n'aura pas de fin. » Marie dit à l'ange : « Comment cela va-t-il se faire puisque je ne connais pas d’homme ? » L'ange lui répondit : « L'Esprit Saint viendra sur toi, et la puissance du Très-Haut te prendra sous son ombre ; c’est pourquoi celui qui va naître sera saint, il sera appelé Fils de Dieu. Or voici que, dans sa vieillesse, Élisabeth, ta parente, a conçu, elle aussi, un fils et en est à son sixième mois, alors qu’on l'appelait la femme stérile. Car rien n’est impossible à Dieu. » Marie dit alors : « Voici la servante du Seigneur ; que tout m'advienne selon ta parole. » Alors l'ange la quitta. »

#### Dans les autres évangiles
Le récit de l'Annonciation à Marie appartient au Sondergut de Luc : il n'est pas présent dans les trois autres évangiles canoniques. L'évangile selon Matthieu relate l'annonce de la conception virginale à Joseph, l'époux de Marie, par un ange qui lui apparait en songe (Matthieu 1, 20-21).

#### Dans la foi chrétienne
L'événement de l'Annonciation est repris dans le symbole des Apôtres, dans lequel il est indiqué que Jésus-Christ a « été conçu du Saint-Esprit », et qu'il « est né de la Vierge Marie ».
Les paroles de l'ange et de Marie dans le récit de l'Annonciation sont partiellement reprises dans la prière de l'Angélus. Le début de la salutation de l'ange à Marie se retrouve dans la première partie du Je vous salue Marie, suivie des paroles prononcées par Élisabeth lors de la Visitation.

### Coran
Le récit coranique reprend l'épisode de l'Annonciation dans la sourate 19, versets 17-21. Selon Guillaume Dye, le Coran suit ici le Protévangile de Jacques, apocryphe chrétien du IIe siècle. Le texte est le suivant : 

« [17] Nous [Dieu] lui envoyâmes Notre Esprit (Gabriel), qui se présenta à elle sous la forme d'un homme parfait. [18] Elle dit : "Je me réfugie contre toi auprès du Tout Miséricordieux. Si tu es pieux, [ne m'approche point]." [19] Il dit : "Je suis en fait un Messager de ton Seigneur pour te faire don d'un fils pur." [20] Elle dit : "Comment aurais-je un fils, quand aucun homme ne m'a touchée ?" [21] Il dit : "Ainsi sera-t-il ! Cela M'est facile, a dit ton Seigneur ! Et Nous ferons de lui un signe pour les gens, et une miséricorde de Notre part. C'est une affaire déjà décidée." »

## Fête chrétienne

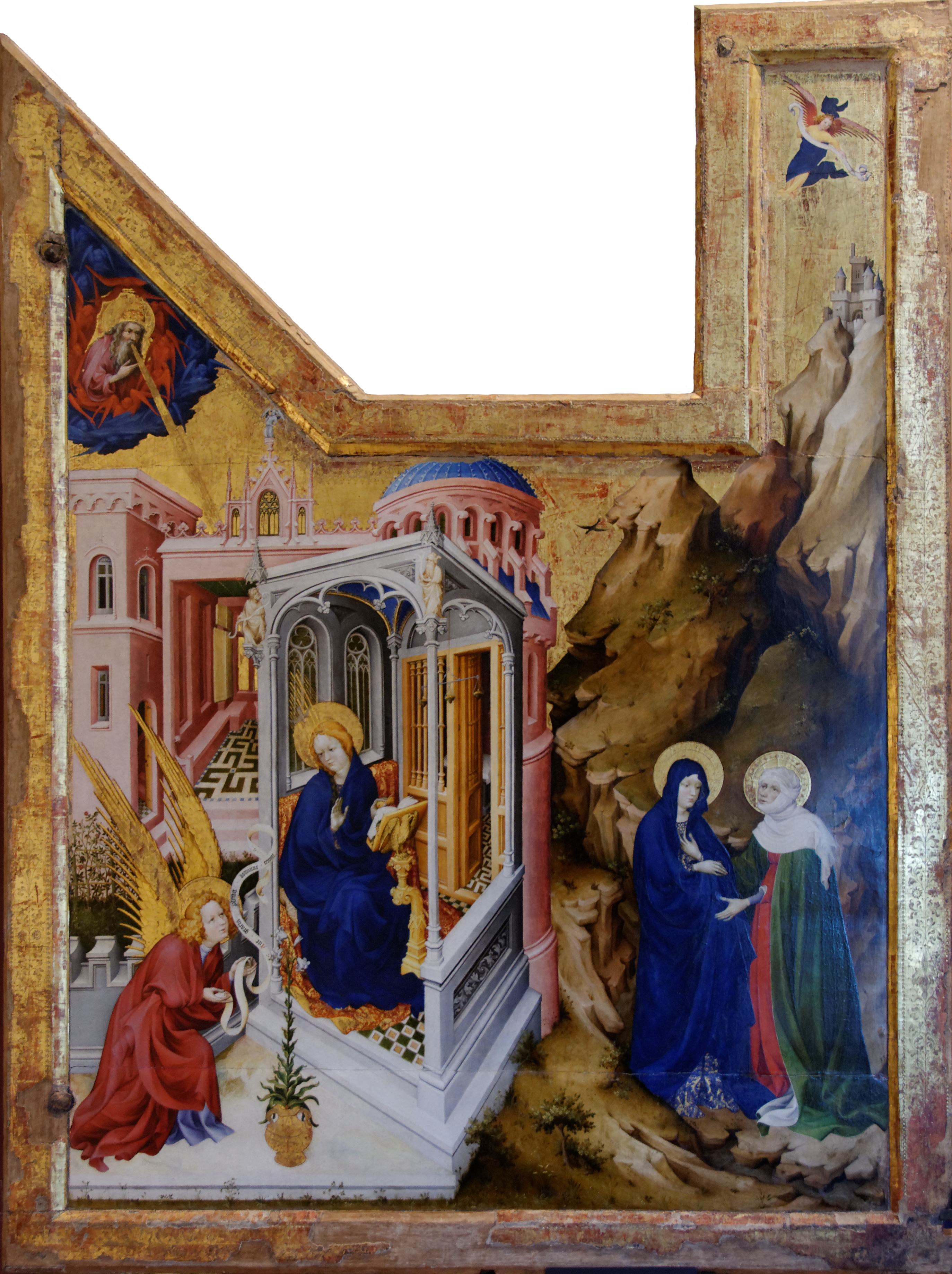
Melchior Broederlam, L'Annonciation, 1398.

Cet événement biblique est célébré par les catholiques et les orthodoxes (l'Annonciation est une des Douze Grandes Fêtes). Célébré le 25 mars (neuf mois avant Noël) par la tradition chrétienne, l'anniversaire de l'Annonciation correspond aux anniversaires des morts d'Adam et de Jésus. Si le 25 mars est un dimanche, la fête est décalée au lundi 26. Et si le 25 mars tombe pendant la semaine sainte ou la semaine de Pâques (autrement dit si Pâques a lieu avant le 2 avril), alors l'Annonciation est décalée au deuxième lundi après Pâques.

### Histoire liturgique
Jusqu'à l'époque de Justinien (530-550), il n'y a pas d'autre fête mariale que la « Mémoire de Marie » dans l'octave de Noël. Justinien a imposé partout en Orient la célébration de l'Hypapante le 2 février au lieu du 14, quarante jours après la Nativité du Christ, qui fut définitivement placée le 25 décembre au lieu du 6 janvier, par son successeur Justin II. Les siècles suivants sont adoptées d'autres fêtes mariales, la fête de l'Assomption (15 août) et la Nativité de Marie (8 septembre). C'est dans ce contexte qu'il faut comprendre l'insertion dans le calendrier liturgique de la fête du 25 mars (correspondant au jour de l'équinoxe de printemps dans le calendrier romain) comme fête de l'Annonciation (placée symboliquement neuf mois avant celle de Noël) qui est fixée dans la seconde moitié du VIIe siècle.
En 691 et 692, le sixième concile in Trullo se réunit dans la salle de la coupole (en grec trullos) à Constantinople. Il affirme dans son 52e canon : « Que durant le Carême il faut célébrer la messe des présanctifiés. Tous les jours de la sainte quarantaine de jeûne, sauf les samedis et dimanches et le saint jour de l'Annonciation, qu'on célèbre la sainte liturgie des présanctifiés ». Cela indique qu’à cette date l’Annonciation était célébrée pendant le Carême. Serge Ier, pape de 687 à 701, institue quatre processions mariales dont celle de l’Annonciation qui est d’abord appelée Annonciation du Seigneur puis Annonciation de la Bienheureuse Vierge Marie. Ce n'est seulement qu'en 1969 à la suite du concile Vatican II qu’elle a trouvé son nom actuel de Solennité de l'Annonciation du Seigneur.
La Tradition chrétienne occidentale a fixé d'autres événements au jour du 25 mars : premier jour de la création du monde, chute d'Adam et Ève, sacrifice d'Isaac, mort du Christ sur la croix, Jugement dernier.

### Signification théologique

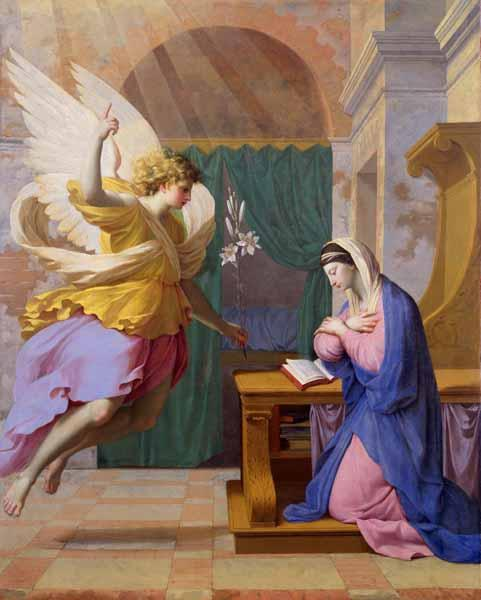
L'Annonciation d'Eustache Le Sueur (1650), musée d'Art de Toledo, États-Unis.

La liberté de Marie dans cette acceptation est essentielle. « Il [Dieu] ne peut racheter l'homme, créé libre, sans un libre oui de sa volonté. »

## Traditions populaires

### Fête nationale au Liban et en Grèce
Le gouvernement libanais a décrété le jour de l'Annonciation jour de fête nationale, illustrant l'unité islamo-chrétienne, puisque l'Annonciation est citée dans l'Évangile et dans le Coran.
La fête nationale grecque est le 25 mars. En effet ce jour, fête de l'Annonciation et de l'Orthodoxie en l'an 1821, commença sur tout le territoire le soulèvement révolutionnaire contre 400 ans d'occupation ottomane, qui mena à la constitution de l’État grec.

### Basilique de l'Annonciation
À Nazareth, la basilique catholique de l'Annonciation est la plus grande des églises du Moyen-Orient et l'un des hauts lieux de la chrétienté. Elle a été inaugurée en 1964 par le pape Paul VI et consacrée en 1969 sur le site d'églises plus anciennes, elles-mêmes édifiées, à partir du IVe siècle, sur une grotte identifiée par diverses traditions comme étant celle de l'Annonciation.

## Le thème dans l'art
L'Annonciation est un des thèmes privilégiés de l'art chrétien, tant byzantin qu'occidental.

Diverses œuvres inspirées par le thème de l’Annonciation.
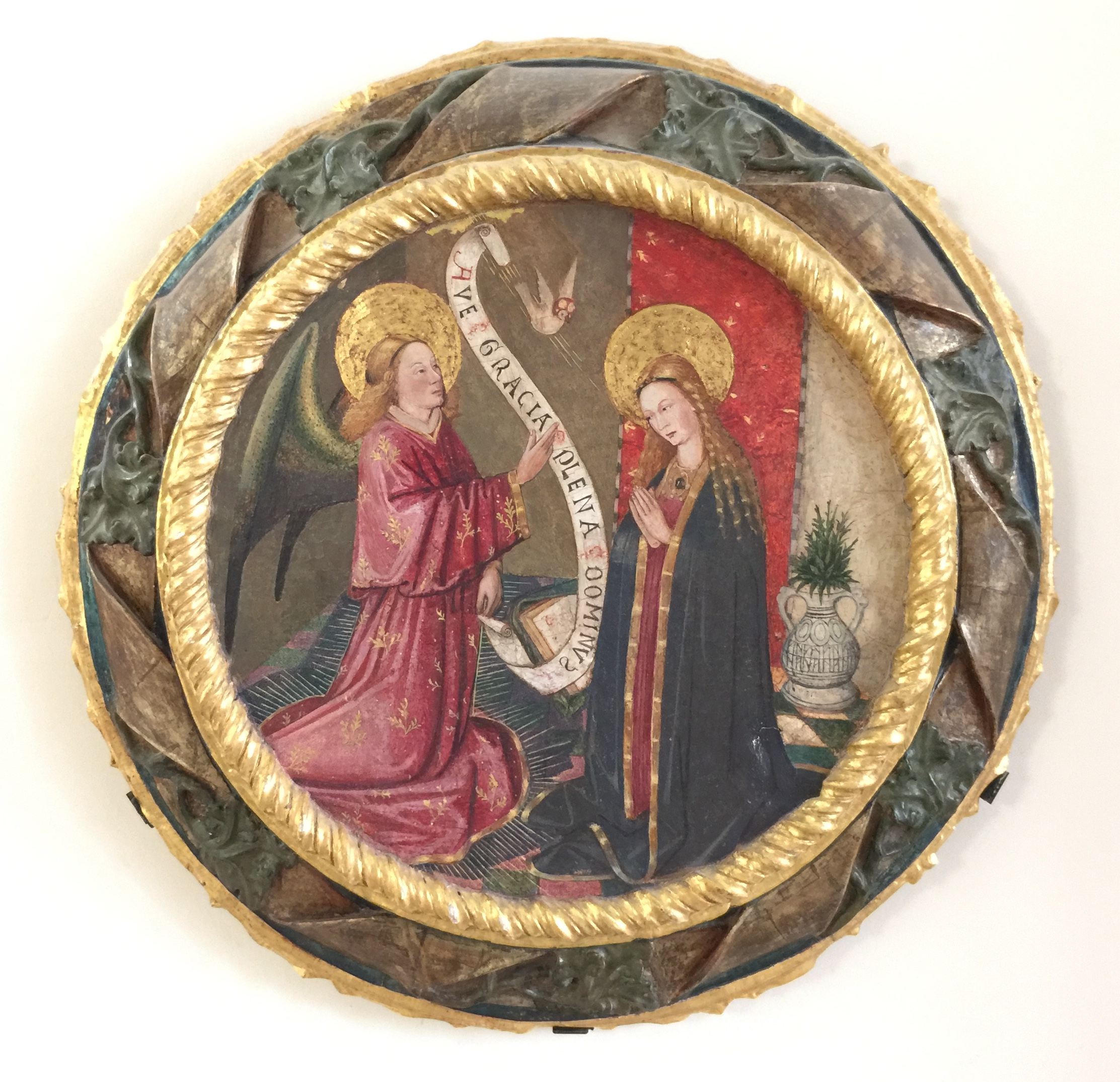
Anonyme. Cathédrale de Segorbe. XIVe siècle.
Par Léonard de Vinci.
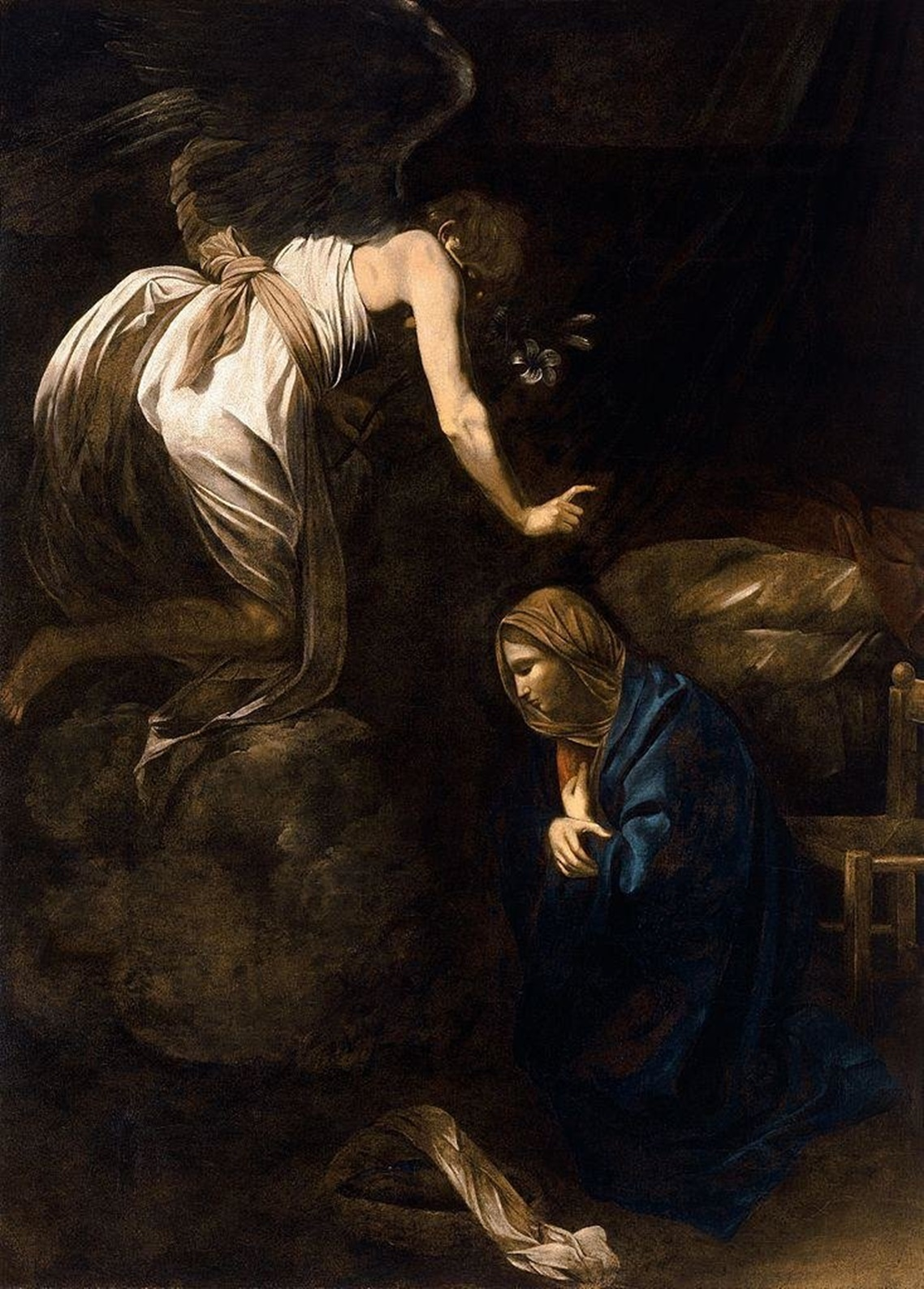
Par le Caravage.
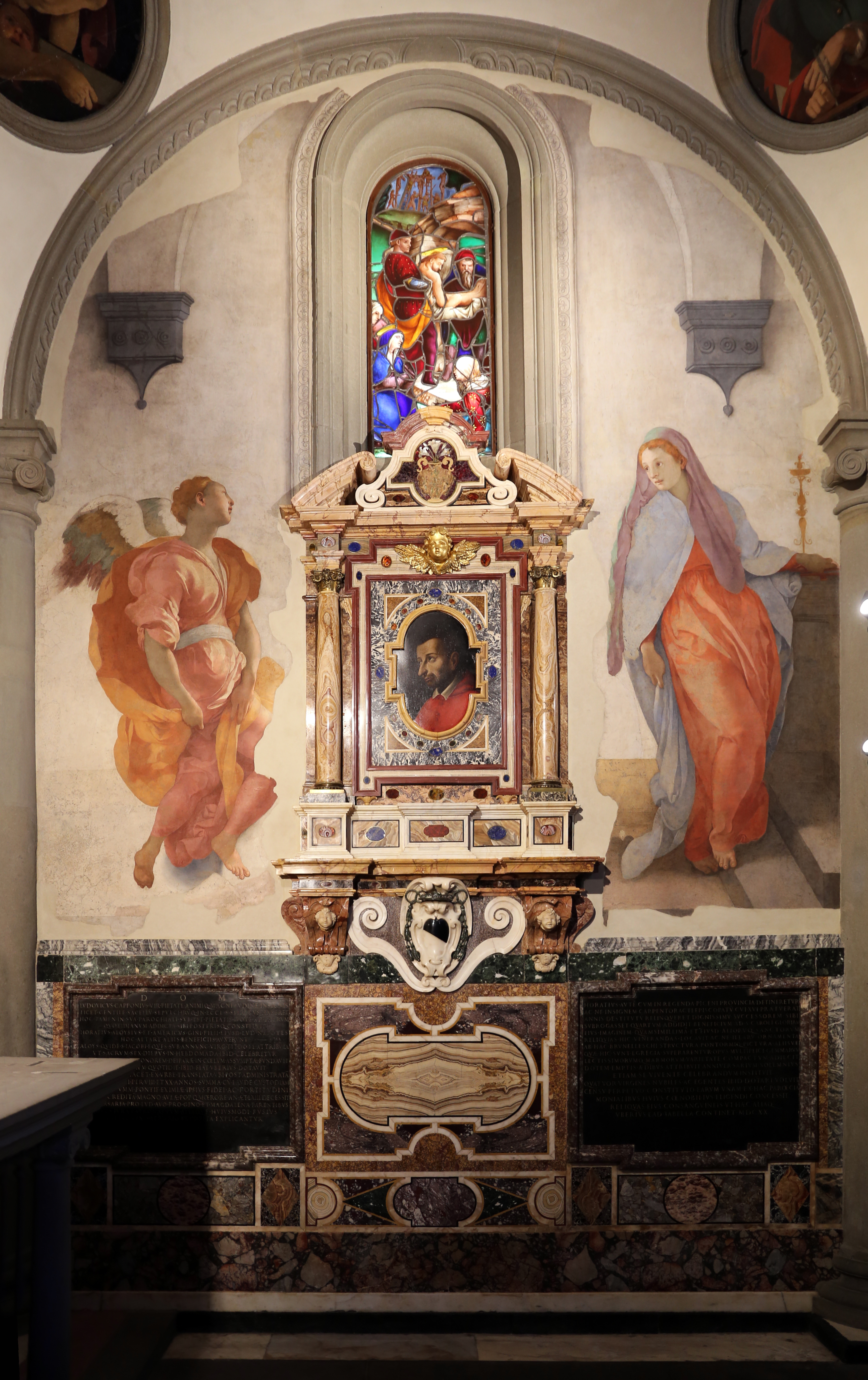
Par Pontormo.
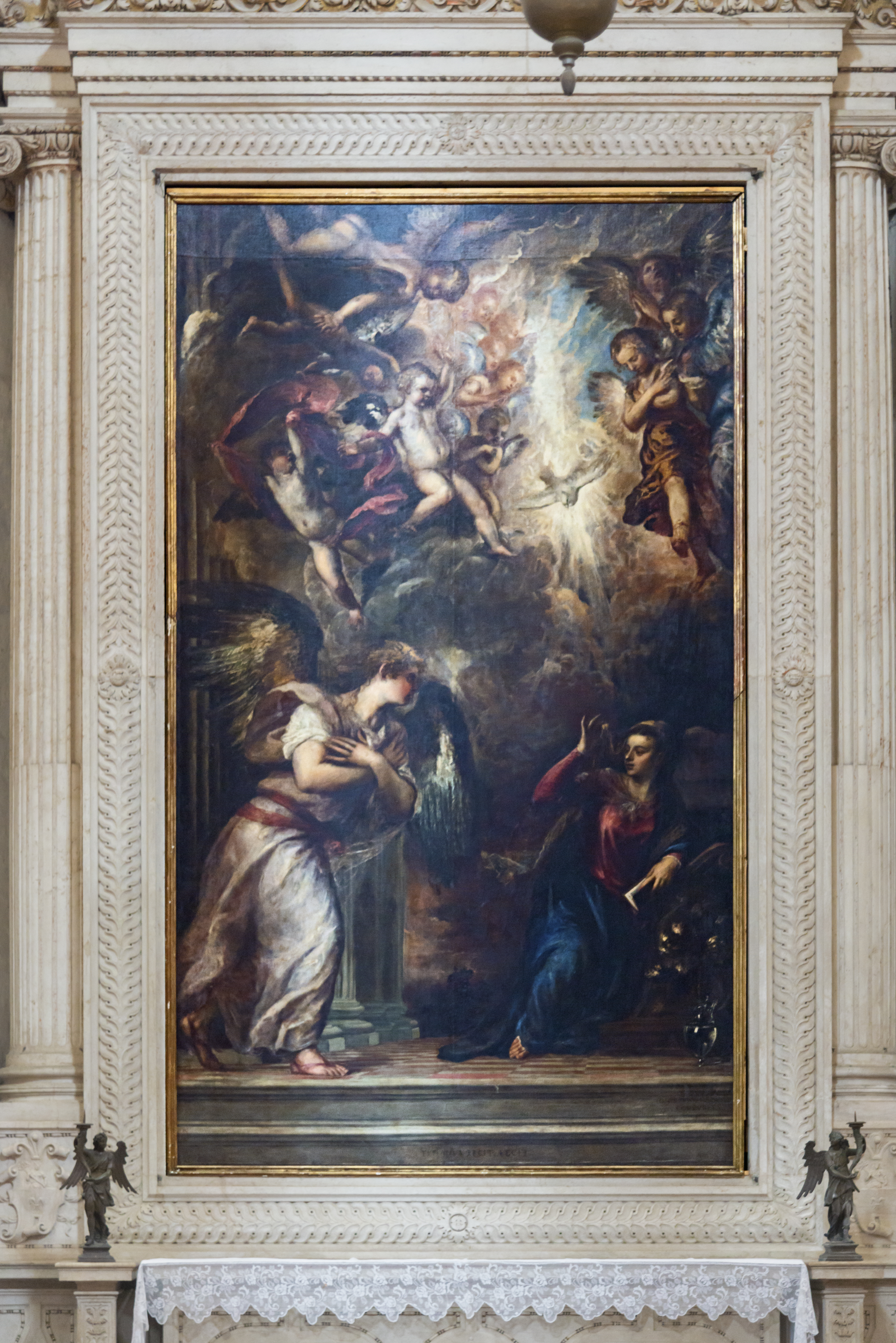
Par le Titien.
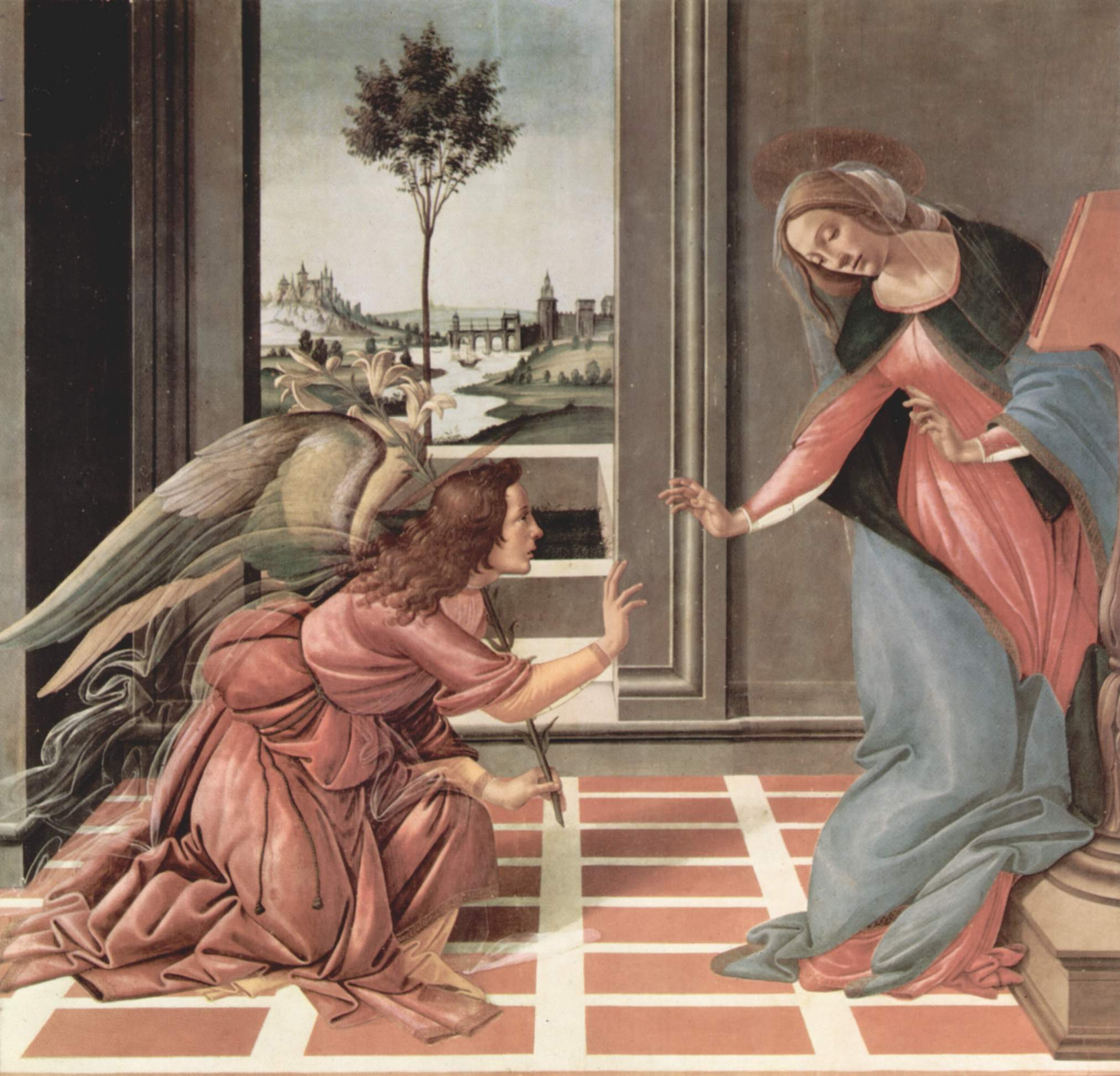
Par Botticelli.
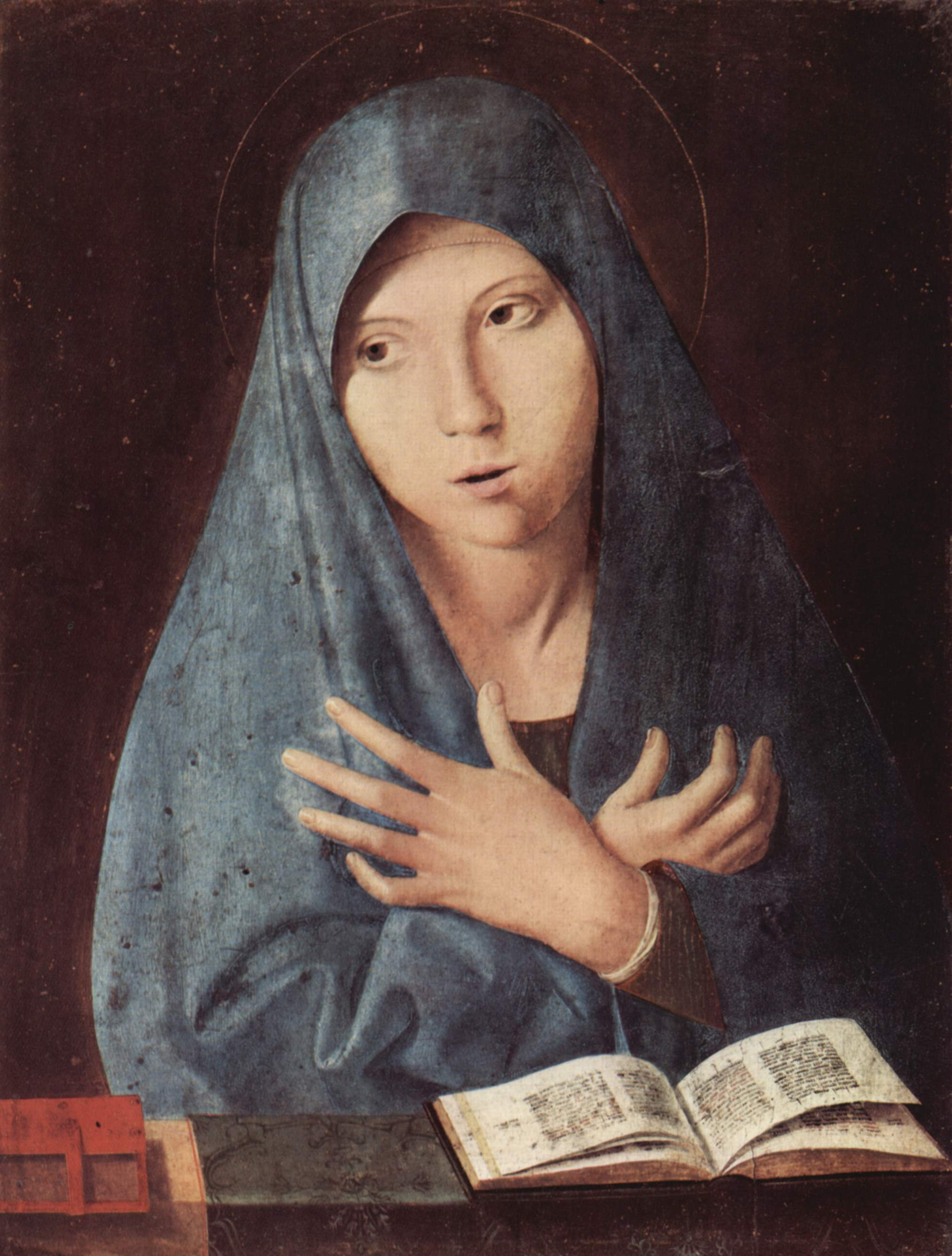
Par Antonello de Messine.
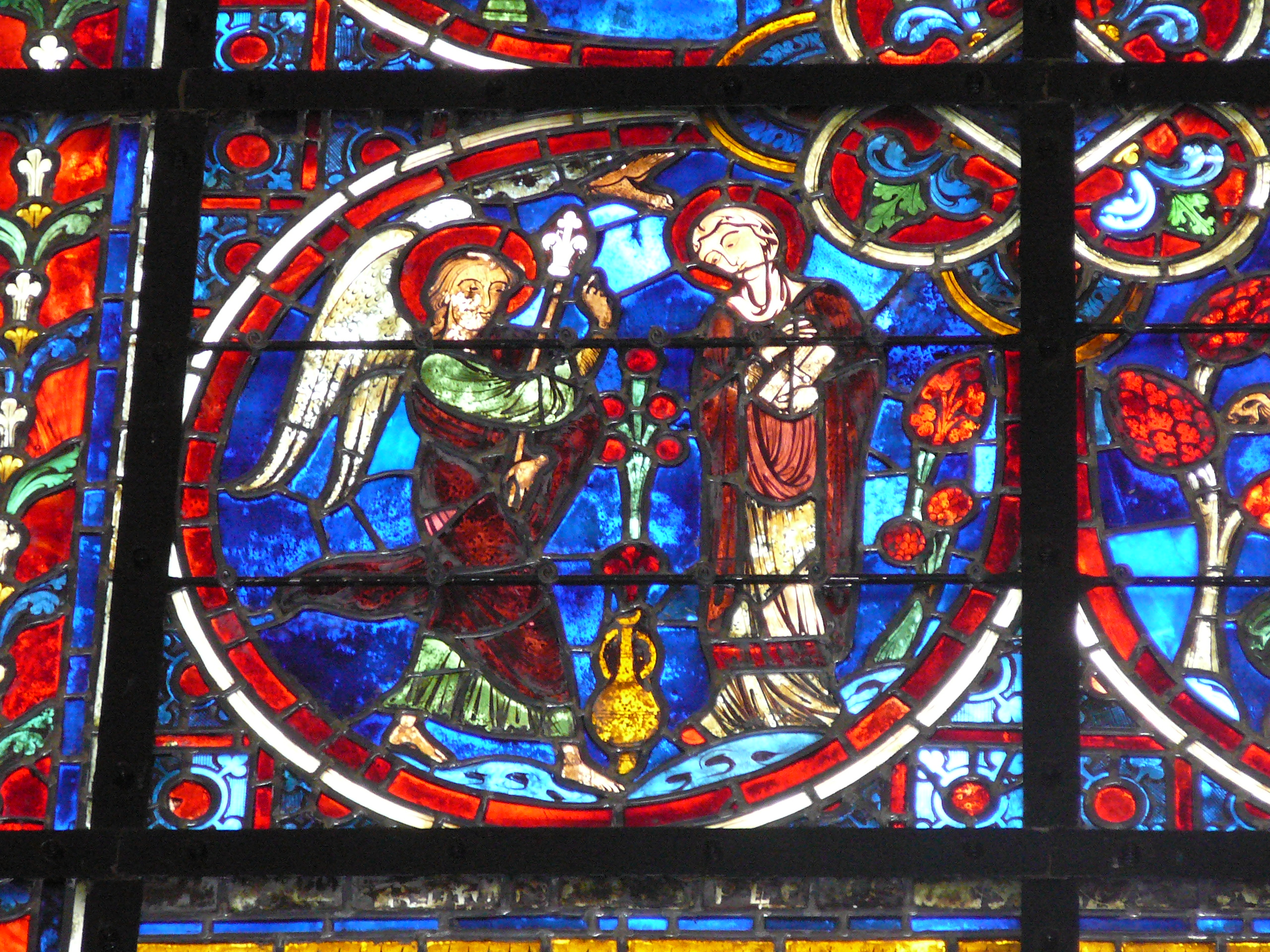
Sur un vitrail du XIIIe siècle de la cathédrale Notre-Dame de Laon.
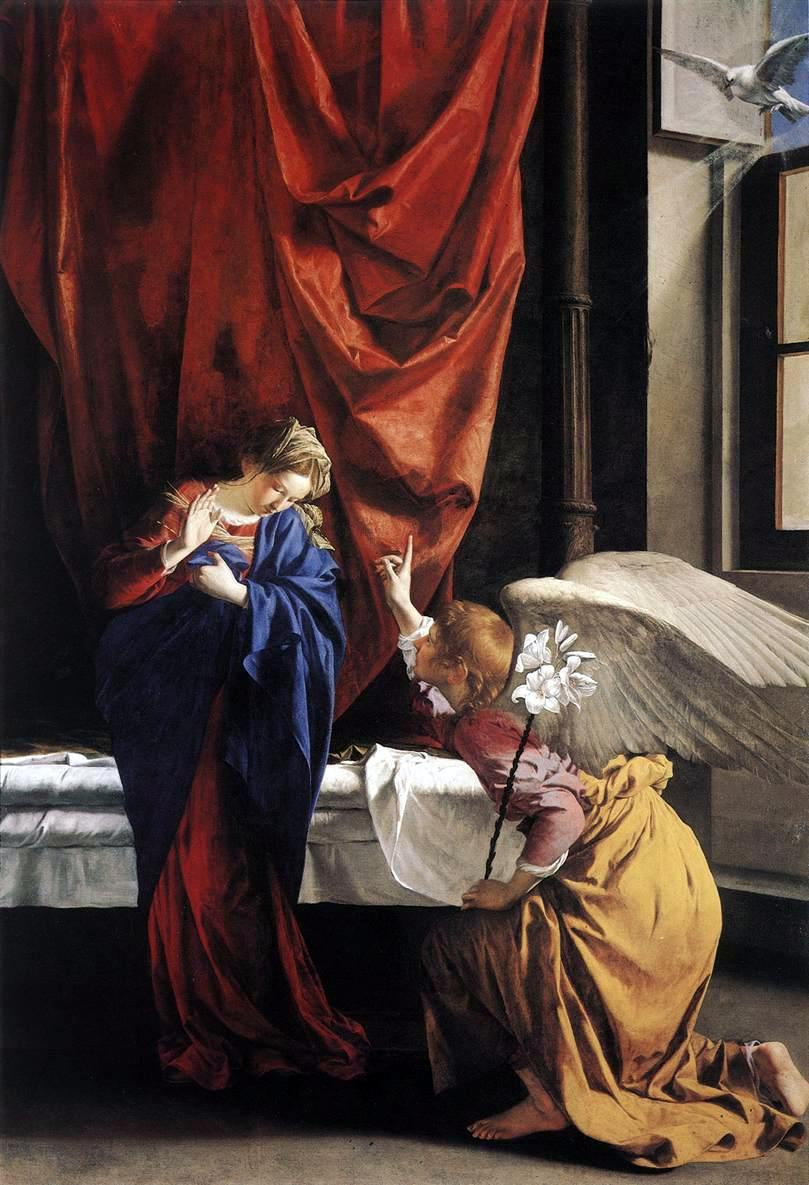
Par Orazio Gentileschi, Galleria Sabauda de Turin
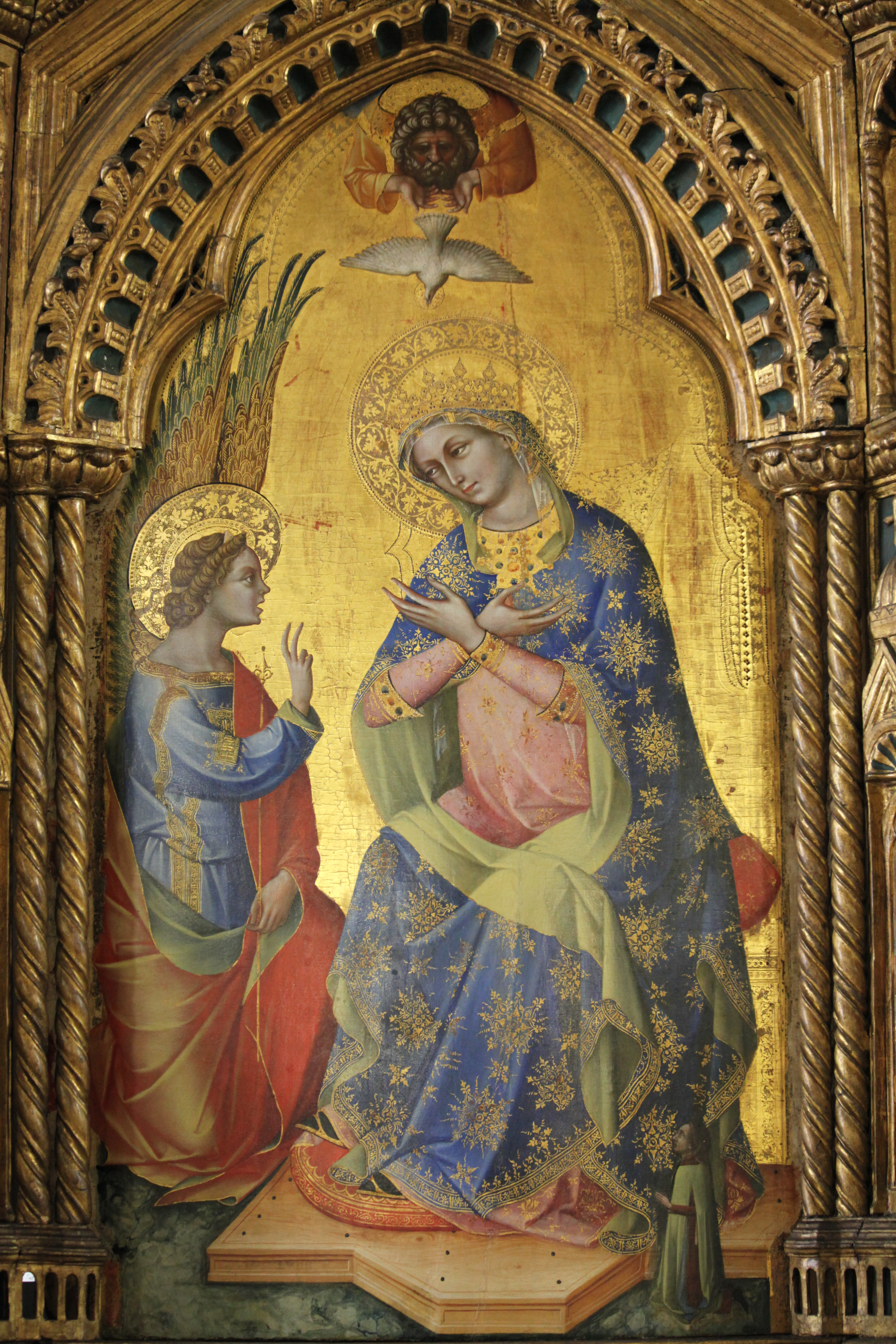
Par Lorenzo Veneziano (1357).
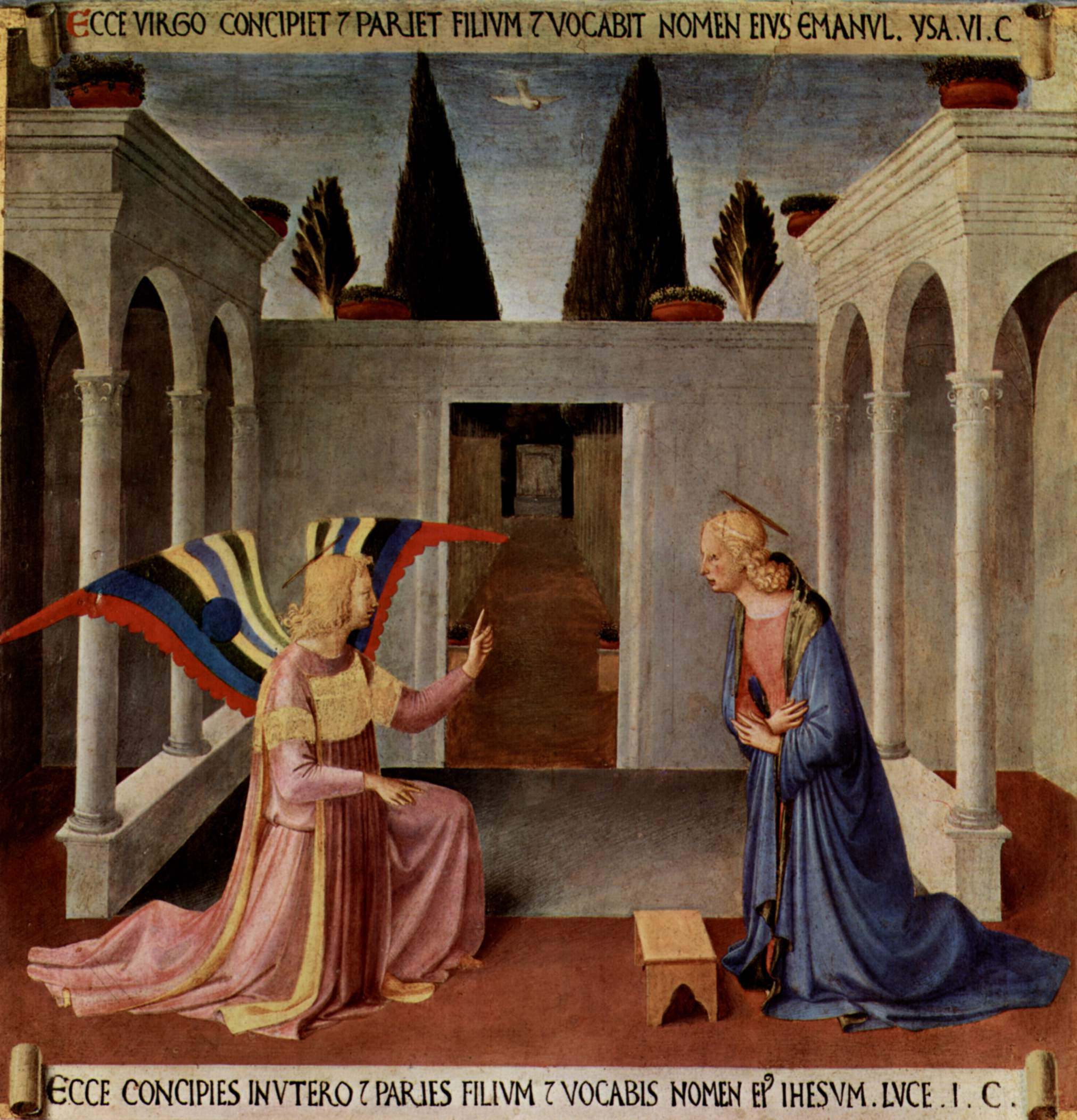
Par Fra Angelico.
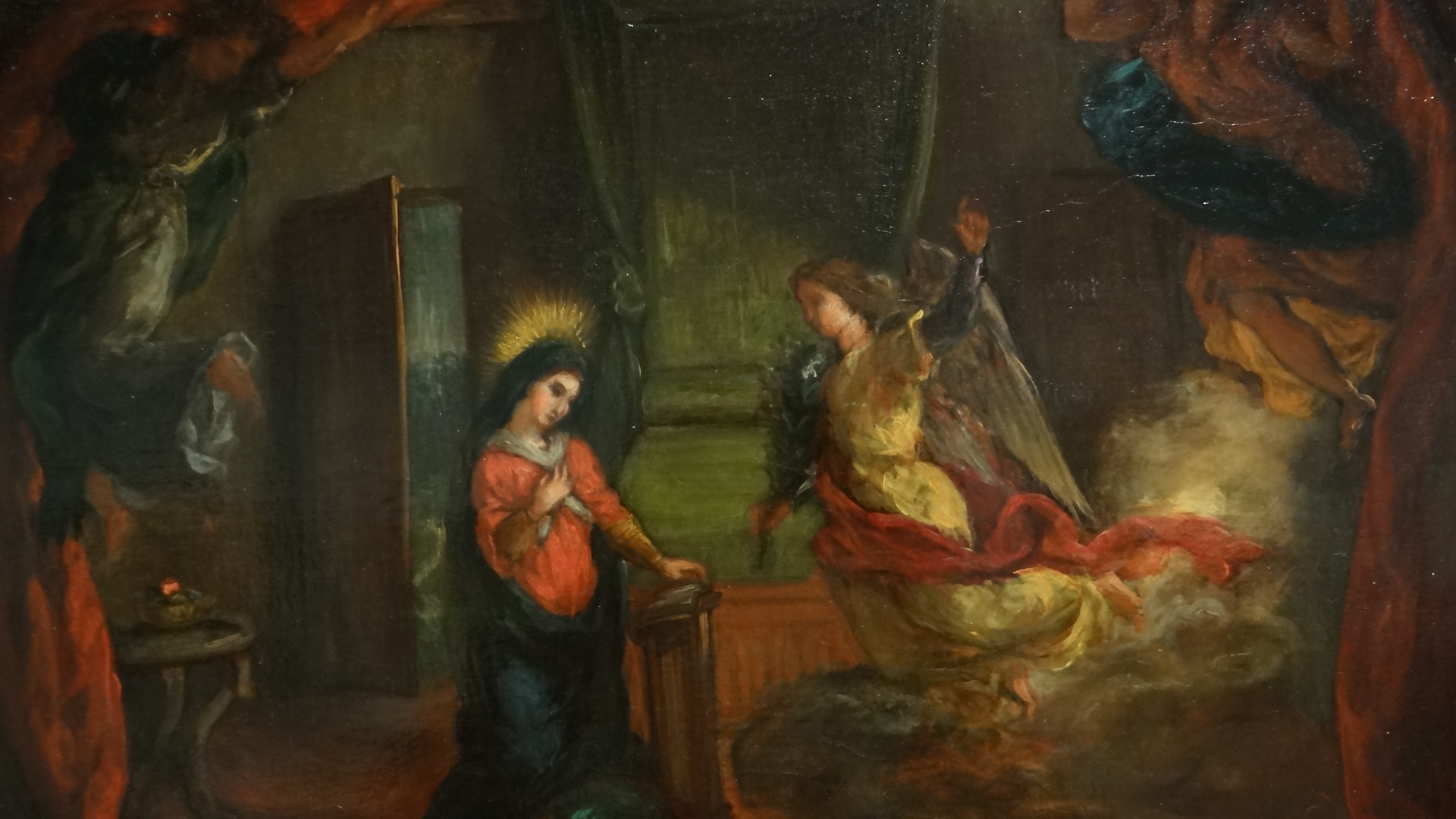
Par Eugène Delacroix.

### Iconographie
Marie se doit d'être présente comme « annoncée » et l'archange Gabriel comme « annonciateur » ; Dieu le Père peut être présent ou être précédé des anges dans les cieux ; le Saint-Esprit sous la forme d'une colombe se trouvera entre les deux principaux protagonistes. Marie, surprise souvent dans sa lecture des textes, est dans sa maison, proche de son jardin clos (hortus conclusus).

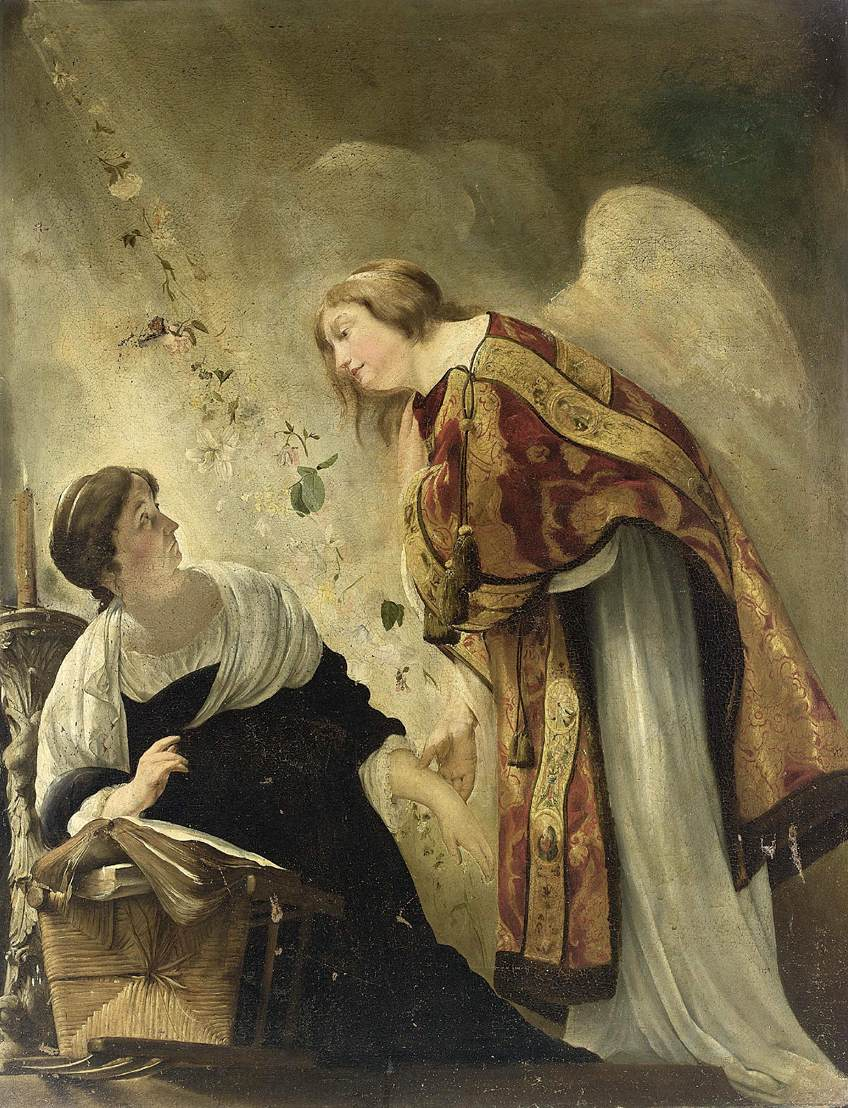
L'Annonce à la Vierge de sa mort prochaine, huile sur toile (1635-1640), musée des Beaux-Arts du Canada, Ottawa.

Curieusement, entre le milieu du XVe siècle et le milieu du XVIIe siècle, toute une série de représentations de l’Annonciation (peintures murales, enluminures, panneaux sur bois ou toiles, gravures) comporte un sablier ou une horloge, comme l’a relevé l’historien de l’art Philippe Junod. Dans ces cas, ces instruments peuvent être interprétés comme emblème d’un temps nouveau dans le cadre de l’iconographie chrétienne, traduisant l’Incarnation, l’instant où le Verbe se fait Chair, où l’Éternité devient Temps.

### Seconde Annonciation
Il existe en peinture une autre Annonciation faite à Marie plus rare, dite aussi Seconde Annonciation, celle de sa mort prochaine, par le même ange Gabriel : 
- Duccio, au Museo dell'Opera del Duomo (Florence).
- Fra Filippo Lippi, partie de prédelle du retable Barbadori (1437).
- Paulus Bor, Musée des beaux-arts du Canada, Ottawa.